# Åkers IF
Åkers IF, förkortat ÅIF, är en idrottsförening i sörmländska Åkers styckebruk (Strängnäs kommun) med drygt 1 000 medlemmar. Föreningen bildades 1918 genom en sammanslagning av IF Svea vid styckebruket och Åkers Sportklubb vid krutbruket. 2013 hade föreningen fotboll, gymnastik, orientering och skidsport på programmet. Vid 50-årsjubileet 1968 fanns 14 specialsektioner i Åkers IF.

## Sektioner
2006 hade ÅIF nio verksamma sektioner: basket, fotboll, friidrott, gymnastik, handboll, innebandy, ishockey, orientering och skidsport. Föreningen har också bedrivit sektioner för bandy och terränglöpning. Idag bedriver föreningen fotboll, gymnastik, orientering och skidsport. 2012 slogs ishockeysektionen ihop med Strängnäs HC vilket bildade den nya klubben Åker/Strängnäs HC. Den klubben spelade säsongen 2014/2015 i den tredje högsta divisionen, Hockeyettan.

## Meriter
Ishockeysektionen spelade i högsta serien i svensk ishockey två säsonger, i slutet av 1940-talet (säsongen 1946/1947) och i början av 1950-talet (säsongen 1953/1954). Lagets två första landslagsspelare i hockey var Lennart Fredriksson och målvakten Alvar Andersson. Ytterligare två ÅIF-fostrade målvakter har uppträtt i Tre Kronor, Kjell Svensson (som sedermera blev Tre Kronors tränare) och Bengt "Pliggen" Lindqvist. Lindqvist representerade Malmö och Forshaga och Svensson bland annat AIK och Södertälje SK, liksom en senare tiders Åkers-produkt, NHL-meriterade Mats Hallin (New York Islanders), som bland annat varit sportchef och tränare i Södertälje SK. Reine (Karlsson) Landgren som vann SM-guld med Södertälje SK 1985 och Tim Eriksson, Djurgårdens IF har även de Åkers IF som moderklubb. Martin Filander har bland annat representerat AIK, Almtuna och Örebro i Hockeyallsvenskan. Jan "Bulingen" Karlsson har gjort flest seriematcher i Åkers hockey, ungefär 440 st. I Åkers Ishall hänger fyra tröjor som tillhör Mats Hallin. Södertälje SK har spelat flera matcher i Åkers Ishall, bland annat har man mött Jokerit och ishallen var då fullsatt.
Orienteringen har haft landslagsmeriterade Marie-Louise Eriksson och bland föreningens främsta orienteringsframgångar kan nämnas tredjeplatsen i Tiomila 1960.